# Parafia św. Marii Magdaleny w Dobrowodzie
Parafia św. Marii Magdaleny w Dobrowodzie – parafia rzymskokatolicka, znajdująca się w diecezji kieleckiej, w dekanacie buskim.